# Lista de montanhas em Marte por altura
Esta é uma lista de montanhas em Marte a partir do nível médio da superfície. As elevações listadas abaixo são relativas ao datum marciano (a elevação definida como zero pela pressão atmosférica marciana e raio planetário). Elevação não é a altura acima do terreno circundante. 
- Um Mons (plural montes) é um termo utilizado em astrogeologia para designar montanhas extraterrestres que podem ou não ser de origem vulcânica.
- Um Patera refere-se a uma depressão em forma de prato acima de um vulcão que não é muito alta comparada ao seu diâmetro.
- Em geologia planetária, um Tholus (pl. tholi) é o termo utilizado para descrever uma pequena montanha em forma de domo ou uma colina.
- A elevação do Mons listada é o ponto mais elevado (a 16 pixels/grau) dentro de uma formação.
- A elevação do Patera listada é a elevação media da depressão oca em forma de prato (o 'patera' de fato) no topo.

Elevações notáveis na Terra estão inclusas (em negrito e itálico) para comparação, onde as elevações são baseadas no nível relativo do mar.
| Nome                                                  | Elevação (m) | Elevação (pés) |
| ----------------------------------------------------- | ------------ | -------------- |
| Olympus Mons                                          | 21 171       | 69 459         |
| Ascraeus Mons                                         | 18 209       | 59 741         |
| Arsia Mons                                            | 17 779       | 58 330         |
| Pavonis Mons                                          | 14 037       | 46 939         |
| Elysium Mons                                          | 13 862       | 45 479         |
| Maxwell Mons, Vênus (mais alta montanha de Vênus)     | 11 000       | 36 000         |
| *Mauna Kea, Terra (altura a partir do leito oceanico) | 10 203       | 33 476         |
| *Monte Everest, Terra                                 | 8 848        | 29 029         |
| Tharsis Tholus                                        | 8 000-9 000  | 26 000-29 000  |
| Biblis Tholus (anteriormente Patera)                  | 7 198        | 23 616         |
| Alba Mons (anteriormente Patera)                      | 6 815        | 22 359         |
| Ulysses Tholus (anteriormente Patera)                 | 5 863        | 19 236         |
| Uranius Mons (anteriormente Patera)                   | 4 853        | 15 922         |
| Anseris Mons                                          | 3 959        |                |
| Hadriacus Mons (anteriormente Hadriaca Patera)        | 3 959        |                |
| Euripus Mons                                          | 3 945        |                |
| Tyrrhenus Mons (anteriormente Tyrrhena Patera)        | 3 920        |                |
| Promethei Mons                                        | 3 789        |                |
| Chronius Mons                                         | 3 240        |                |
| Apollinaris Mons (anteriormente Patera)               | 3 155        |                |
| Gonnus Mons                                           | 2 937        |                |
| Syrtis Major                                          | 2 300        |                |
| Amphitrites Patera                                    | 2 066        |                |
| Nili Patera                                           | 2 036        |                |
| Pityusa Patera                                        | 1 877        |                |
| Malea Patera                                          | 1 313        |                |
| Peneus Patera                                         | 1 276        |                |
| Labeatis Mons                                         | 1 143        |                |
| Issedon Paterae                                       | 826          |                |
| Pindus Mons                                           | 704          |                |
| Meroe Patera                                          | 542          |                |
| *Mar Morto, Terra                                     | -420         |                |
| Orcus Patera                                          | -764         |                |
| Oceanidum Mons                                        | -1 277       |                |
| Horarum Mons                                          | -2 325       |                |
| Peraea Mons                                           | -2 470       |                |
| *Fenda Subglacial Bentley, Terra                      | -2 555       |                |
| Octantis Mons                                         | -2 731       |                |
| Galaxius Mons                                         | -3 972       |                |
| *Challenger Deep, Terra                               | -10 924      |                |